# Каїс Саїд
Каїс Саїд (араб. قيس سعيد; нар. 22 лютого 1958, Туніс, Туніс) — туніський юрист, політик та викладач. Президент Тунісу з жовтня 2019 року. Президент Туніської асоціації конституційного права з 1995 до 2019 року. Балотувався як незалежний кандидат на президентських виборах 2019 року, у другому турі перемігши Набіля Каруї.

## Раннє життя
Каїс Саїд — син Монсефа Саїда та Закії Беллаха з Бені-Х'яр, Бон. Його мати, хоч і здобула освіту, втім, була домогосподаркою. Сім'я Саїда була досить скромною та належала до середнього класу. Його дядько по батькові, Хічем Саїд, був першим дитячим хірургом у Тунісі, відомим у всьому світі тим, що в 70-х роках ХХ ст. розділив двох сіамських близнюків.
Здобув середню освіту в коледжі Садікі.

## Кар'єра

### Професійна
Бувши юристом за освітою, спеціалізувався на конституційному праві. Обіймав посади генсекретаря Туніської асоціації конституційного права з 1990 до 1995, віцепрезидента — з 1995 до 2019 року. Був членом експертної групи секретаріату Ліги арабських держав з 1989 до 1990, експертом Арабського інституту прав людини з 1993 до 1995 та членом комітету експертів, відповідальних за перегляд проєкту Конституції Тунісу 2014 року.

### Політична

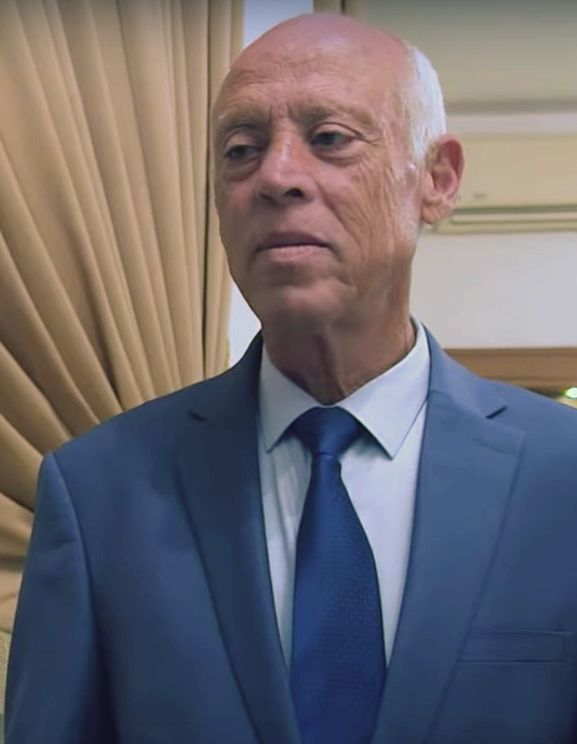
Саїд під час президентської кампанії 2019

З 2013 до 2014 року брав участь у кількох політичних клубах та зустрічах, які об'єднували молодь.
Саїд став одним з перших зареєстрованих кандидатів на президентських виборах. Беручи участь як незалежний соціально-консервативний кандидат, орієнтувався на молодих виборців. Здобув 620 тисяч голосів у першому турі президентських виборів, посівши у ньому перше місце. У другому турі переміг Набіля Каруї, здобувши 72,71 % голосів. 14 жовтня його оголосили новим президентом Тунісу.
Склав присягу 23 жовтня 2019 року. Він став першим президентом, народженим після здобуття країною незалежности від Франції.
Прем'єр-міністр мав два місяці на створення коаліції.
25 липня 2021 року на тлі антиурядових протестів, спричинених невдоволенням людей недостатньою протидією коронавірусу владою, оголосив про відставку прем'єр-міністра Хішама Машиши, заблокував роботу парламенту та зняв недоторканність з усіх його членів. Опоненти президента назвали ці дії «переворотом, спрямованим проти революції та конституції».

## Приватне життя
Одружений зі суддею Ічраф Шебіл, з якою познайомився, коли вона була студенткою факультету права університету міста Сус, а він працював там директором катедри публічного права з 1994 до 1999 року. Мають трьох дітей: доньок Сару й Муну та сина Амру.